# Mustela altaica
La comadreja alpina o comadreja de montaña (Mustela altaica) es una especie de mamífero carnívoro de la familia Mustelidae, que habita en el Tíbet, Cachemira, el resto del Himalaya y otras regiones montañosas de Asia, en Kazajistán, Mongolia, el noreste de China, Siberia y Corea.

## Descripción
Esta especie sufre mudas en primavera y otoño. El pelaje invernal de abrigo varía de amarillo oscuro al marrón rojizo en la espalda, con la garganta y el vientre de color amarillo pálido o blanco cremoso. La parte superior de la cabeza entre la nariz y las orejas, más oscura, es generalmente gris-marrón. La cola es de color rojizo en la espalda. El pelaje estival es de color gris o gris-marrón, con luz amarilla. Los labios son de color blanco y presenta mentón de color blancuzco o grisáceo-marrón.
El macho mide entre 22 y 29 cm de longitud, más la cola de 11 a 15 cm y pesa entre 217 y 350 g. La hembra, de menor tamaño, mide de 22 a 25 cm, con cola de 9 a 12 cm y peso entre 122 y 220 g.

## Hábitat
Prefiere las montañas a una altitud superior de 3.500 m. También se puede encontrar en la taiga, estepas montañosas y en zonas rocosas. Es posible que esta especie pueda sobrevivir en una variedad más amplia de hábitats (por ejemplo dunas de arena o entre los juncos) y  se sabe que pueden vivir cerca de los asentamientos humanos, en grietas de las rocas, entre las raíces del árbol, o en madrigueras de roedores.

## Alimentación
Caza generalmente durante la noche y ocasionalmente durante el día. Es muy rápida y ágil y pueden nadar y trepar, tanto como correr. Los campañoles y picas son una parte importante de su dieta. También puede capturar ratas almizcladas, ardillas, conejos jóvenes, pájaros pequeños, lagartijas (en verano) y cantidades menores de ranas, peces e insectos. También se ha registrado que se alimenta,en algunas regiones, de bayas de enebro. Las observaciones en cautividad sugieren que el consumo diario de carne del macho adulto es de 45 a 54 g, pero podría ser mayor en la naturaleza.

## Reproducción
Se ha observado en Kazajistán que el apareamiento se produce una vez al año, en febrero o marzo. La gestación dura 30 a 49 días y nacen entre una y ocho crías. La lactancia dura dos meses, tras la cual empiezan a llevar una vida independiente. Alcanzan la  madurez sexual al año de edad.